# Johann Georg Baldus
Johann Georg Baldus (* 18. Januar 1789 in Langenhahn; † 30. Januar 1855 in Bellingen) war während des Vormärz im Herzogtum Nassau von 1823 bis 1848 Mitglied der Nassauischen Deputiertenkammer, der zweiten Kammer des Parlamentes in Wiesbaden, und gehörte Anfang der 1830er Jahre bei den Auseinandersetzungen um die Rechte der Abgeordneten zur Führung der liberalen Opposition gegen die Politik von Herzog Wilhelm.
Nach dieser Rolle im europaweit beachteten „Nassauischen Domänenstreit“ waren die Präsidentschaft der Nassauischen Deputiertenkammer von 1834 bis 1836 und die Mitgliedschaft im Vorparlament des Deutschen Bundes in der Paulskirche 1848 weitere Höhepunkte der politischen Laufbahn des Johann Georg Baldus.
Von Beruf war Baldus Geometer (Landvermesser). In die Deputiertenkammer wurde er als Vertreter der Grundbesitzer gewählt.

## Familiäre und soziale Herkunft, Berufliches
Johann Georg Baldus entstammte dem katholisch geprägten Milieu des Kirchspiels Rotenhain im Oberwesterwald, das neben dem Pfarrsitz unter anderem die Dörfer Langenhahn, Bellingen, Hölzenhausen und Stockum umfasste.
Sein Vater Johann Georg Baldus, als Sohn eines Landwirts geboren am 28. Oktober 1764 in Langenhahn, war Heimberger und später im Herzogtum Nassau Schultheiß. Seine Mutter Elisabetha Gertrude Catharina geborene Benner kam am 12. Mai 1768 in Hintermühlen als Tochter eines Landwirts zur Welt.
Am 2. Mai 1809 heiratete er Anna, Tochter des Schultheißen Johann Georg Baldus aus Bellingen. Nach deren Tod 1821 heiratete er seine zweite Frau Anna geb. Henrich, Tochter des Schultheißen von Stockum.
Wann Baldus in den Nachbarort Bellingen – den Stammsitz der Familie Baldus – umgezogen ist, geht aus den Quellen nicht eindeutig hervor. Es ist anzunehmen, aus Anlass der Hochzeit 1809. Ein von ihm bereits mit „Baldus, Geometer in Bellingen“ gezeichnetes Dokument datiert auf 1817 (Karte des Amtes Marienberg).
Eine wichtige Rolle spielte er als Geometer beim Wiederaufbau der Stadt Westerburg nach den beiden verheerenden Bränden von 1814 und 1819. Er arbeitete nach den Plänen der Landbaumeister Friedrich Ludwig Schrumpf und Eberhard Philipp Wolff, hatte aber auch erhebliche eigene Kompetenzen. Insbesondere die Aufbauarbeiten nach dem zweiten Brand koordinierte er unter Abstimmung mit dem Amtmann Schenck von Rennerod persönlich vor Ort.
1815/16 ist er nachgewiesen als Schultheiß des Kirchspiels Rotenhain.

## Position im Herzogtum Nassau und im Parlament
Die politische Haltung von Johann Georg Baldus kann als gemäßigt-liberal und bis zur Eskalation des Domänenstreits als loyal gegenüber dem Fürsten angesehen werden.
Baldus war eines von 22 Mitgliedern der Nassauischen Deputiertenkammer in Wiesbaden. Zum ersten Mal zog er 1823 bei einer Nachwahl im Wahlbezirk Dillenburg, Wahlort Rennerod, für die Steuerklasse der Landeigentümer in die Deputiertenkammer (die zweite Kammer des Parlamentes) ein. Die Nachwahl war notwendig geworden, weil der in Limburg ansässige oppositionelle Abgeordnete Joseph Trombetta aus Protest gegen die Politik der herzoglichen Regierung sein Mandat niedergelegt hatte.
Nach dem damaligen nassauischen scharfen Zensuswahlrecht hatten im gesamten Herzogtum in der Gruppe der Grundbesitzer nur die vermögendsten 157 Personen überhaupt das passive Wahlrecht.
Als Abgeordneter erhielt Baldus Diäten in Höhe von 6 fl. (Gulden) pro Tag zzgl. aller weiteren anfallenden Personal- und Sachkosten – ein Betrag, der von Zeitgenossen als vergleichsweise hoch angesehen wurde. In den Jahren als Präsident der Kammer verdreifachte sich dieser Betrag.

## Die Rolle von Johann Georg Baldus im Domänenstreit
In der Parlamentsarbeit hatte Johann Georg Baldus zwei Schwerpunkte, die auch typisch für die Gesamtarbeit der Deputiertenversammlung waren.
Zum einen werden die Beiträge von Baldus im sogenannten nassauischen Domänenstreit bis heute beachtet, seit dieser von der Regionalgeschichte seit den 1960er Jahren wieder aufgearbeitet wurde.

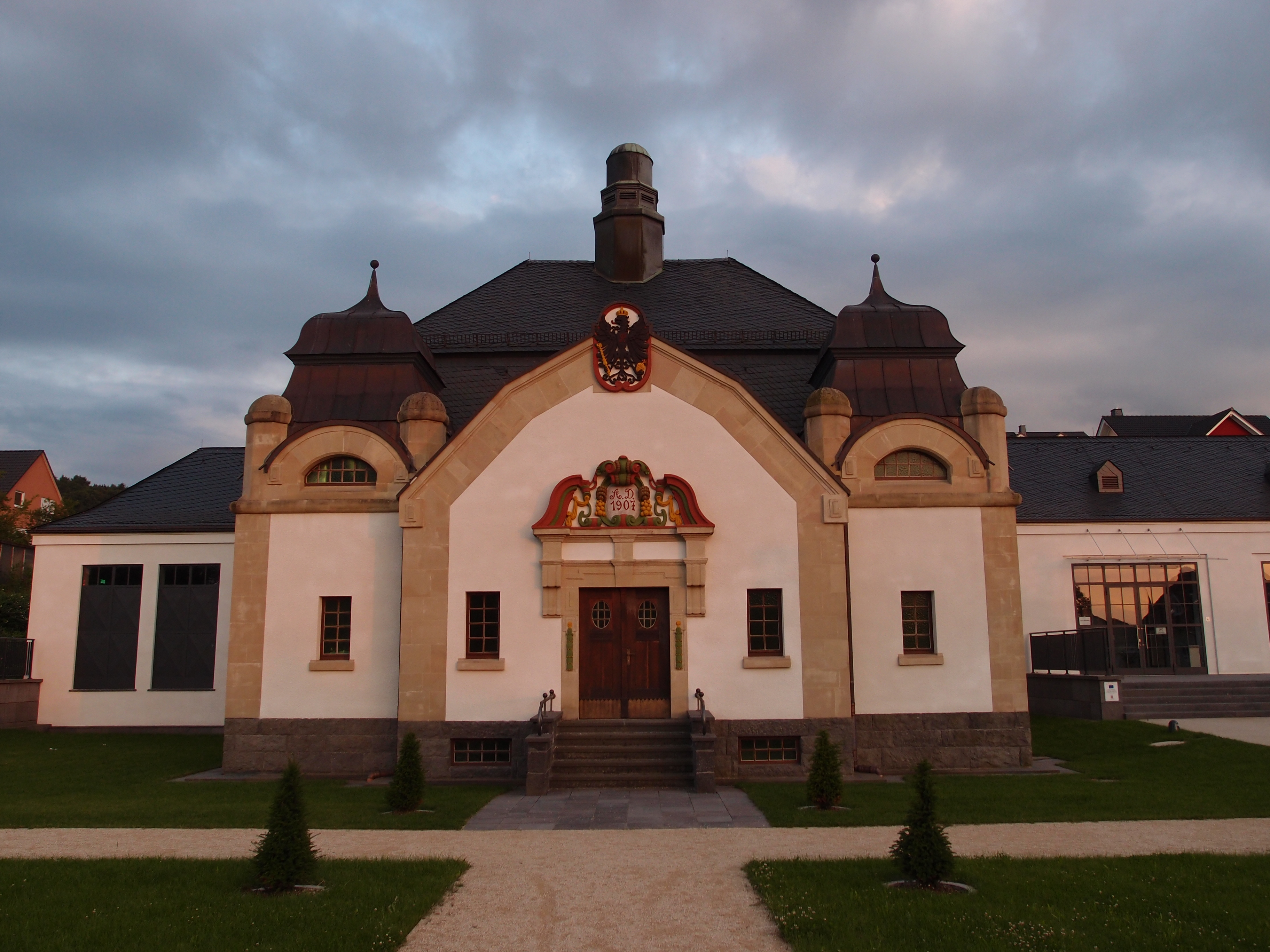
Bestandteil der Domänen des Herzogs und eine seiner wichtigsten Einnahmequellen: Mineralwasserbrunnen Niederselters.

Bei dieser im ganzen Deutschen Bund und darüber hinaus auch in Europa beachteten Auseinandersetzung, die sich fast über die gesamte Geschichte des Herzogtums Nassau hinzog und von beiden Seiten zeitweise erbittert geführt wurde, ging es vordergründig um die Besitzrechte an den herzoglichen Domänen wie Gutshöfen, Wäldern, Weinbergen, Bergwerken oder Mühlen. Letztlich dahinter stand der Konflikt zwischen dem Prinzip der Fürstensouveränität auf der einen Seite und der Verfassungsgebundenheit staatlichen Handelns auf der anderen Seite. Baldus gehörte Anfang der 1830er Jahre zeitweise zur Führung der Opposition gegen das Vorgehen des Fürsten und seiner Regierung.
Als die Deputiertenkammer im Domänenstreit die Bewilligung der Steuern blockierte, griff die herzogliche Regierung zum Mittel des Pairsschubs. Da nach der Nassauischen Verfassung bei Steuerbewilligung und Haushalt beide Kammern, also auch das Oberhaus, die Herrenbank, zusammen nach Köpfen abstimmten, hatte die Regierung 1831, als im Gefolge der französischen Julirevolution eine erneute Politisierung auch der Nassauer Bevölkerung einsetzte und die Deputierten wieder selbstbewusster wurden, keine Mehrheit im gesamten Parlament mehr. Deshalb erhöhte sie die Zahl der Sitze der Herrenbank um genau die erforderliche Anzahl ihr geneigter Adelssitze, um den Haushalt beschließen lassen zu können.
Die Deputiertenkammer reagierte am 28. November 1831 mit einer Ministeranklage gegen Staatsminister Marschall von Bieberstein wegen „verfassungswidriger Tathandlungen“ in dreizehn Punkten. Die nach der Nassauischen Verfassung ausdrücklich zulässige Ministeranklage – es handelte sich um die erste im Deutschen Bund und war für die damalige Zeit ein unerhörter Vorgang – wurde in der zweiten Kammer von den Deputierten Eberhard senior und Baldus vorgebracht.
Baldus kritisierte in einer Rede vom 7. Januar 1832 die Vermehrung der Herrenbank mit scharfen Worten als verfassungswidrig. Insbesondere griff er die Argumentation des Herzogs an, die Verfassung sei ein „Geschenk“ des Fürsten an seine Landeskinder, welches er nach Belieben abändern oder zurücknehmen könne. Er forderte den Herzog auf („bat seine Herzogliche Durchlaucht untertänigst“), den alten Zustand wiederherzustellen oder das Unterhaus aufzulösen.
Die Deputierten hatten in der Bevölkerung große Unterstützung. Im ganzen Land Nassau fanden Fackelzüge und Feste statt. In Oestrich erhielten die Abgeordneten einen aus Silber und Gold hergestellten Pokal, auf dem die Namen von Kammerpräsident Herber und in kleinerer Schrift allen Deputierten eingraviert sind, darunter auch Baldus.
Am 18. April 1832 ging die Deputiertenkammer zu ihrem letzten Mittel über: dem Boykott der Sitzungen. 15 Abgeordnete nahmen am Boykott teil, unterzeichneten in Wiesbaden eine entsprechende Mitteilung und wurden daraufhin von Herzog Wilhelm zu „Deserteuren“ erklärt. Das „Rumpfparlament“ von 7 Abgeordneten bewilligte die Steuern und erkannte den Boykotteuren in staatsrechtlich nicht haltbarer Weise ihr Mandat ab, welche ihrerseits in einer weiteren, am 14. Mai in Eltville verfassten Mitteilung die Tätigkeit der 7 übrig gebliebenen Deputierten inklusive der Steuerbewilligung als „nichtig“ erklärten. Die herzogliche Regierung konterte mit einer Anklage gegen alle 15 Boykotteure, wobei eine Gefängnisstrafe und elf Geldstrafen ausgesprochen wurde.
In dieser Situation nahm Johann Georg Baldus nun eine Sonderrolle ein. Er hatte wegen Krankheit die erste Mitteilung der Deputierten vom April nicht unterschrieben, sich aber der zweiten vom Mai angeschlossen. Sein Fernbleiben von den Sitzungen der „Rumpfkammer“ entschuldigte er mit seiner anhaltenden Krankheit, so dass er nicht belangt wurde und als einziger der Unterzeichner von der Regierung nicht von den weiteren Sitzungen des Parlamentes ausgeschlossen wurde.
So wurde Baldus dann auch nach den Nachwahlen für die 15 Sitze, die im März 1833 stattfanden, im folgenden Jahr 1834 zum Präsidenten der Deputiertenkammer gewählt, eine Funktion, die er bis 1836 innehatte. Sein Vorgänger Georg Herber war 1832 wegen „Aufruf zur Steuerverweigerung, zum Ungehorsam und zur Widersetzlichkeit“ zu drei Jahren Festungshaft auf der Marksburg verurteilt worden. Er verstarb noch vor Antritt der Strafe am 11. März 1833 im Alter von 70 Jahren.
Unter der Präsidentschaft von Johann Georg Baldus, die vom Herzog bestätigt wurde, lenkte die große Mehrheit der neuen Deputiertenkammer im Domänenstreit mit dem Herzog ein, was ihr von der radikal-liberalen Publizistik den Vorwurf einbrachte, „Jaherren“ zu sein. Diese Kritik lässt außer Acht, dass die Deputiertenkammer unter Inkaufnahme schwerster persönlicher Folgen bis an die Grenze der verfassungsmäßigen Möglichkeiten gegangen war und eine gewaltsame Revolution nie zu ihren Optionen gehört hatte. Der Herzog auf der anderen Seite war kompromisslos wie kaum einer seiner Standesgenossen im Deutschen Bund. Er ging so weit, zur Einschüchterung der Abgeordneten 6.000 österreichische Soldaten im Rheingau, also in der Nähe des Wiesbadener Parlamentsgebäudes, eine Übung abhalten zu lassen und versicherte sich auch beim Großherzog von Hessen-Darmstadt kurzfristiger militärischer Unterstützung. Der inhaftierte und kranke 70-jährige Parlamentspräsident Herber war für Herzog Wilhelm ein „Kerl“, der „krepieren“ möge.

## Weitere politische Arbeit und Debattenbeiträge
In weiteren Debattenbeiträgen der 1830er und 1840er Jahren zeigte Baldus sich als Vertreter gemäßigt-liberaler Prinzipien.
In einer Replik auf den Parlamentsvertreter der Pfarrer und höheren Lehranstalten, Johann Gottlieb Ammann aus Weilburg, verteidigte Baldus am 14. Mai 1834 das bürgerliche Prinzip der Öffentlichkeit der Sitzungen.
Er forderte im Jahr 1840 eine Reformierung und Vereinheitlichung der Rechtsordnung und mahnte im Jahr 1842 Wehrgerechtigkeit durch eine Beendigung des sogenannten „Einstehsystems“ an, also der Möglichkeit wohlhabender Bürger, sich vom Militärdienst in der Herzoglich Nassauischen Armee durch Entsendung eines bezahlten Vertreters freizukaufen.
Ein zweiter Schwerpunkt seiner Parlamentsarbeit lässt sich in der Interessensvertretung der ländlichen Bevölkerung feststellen, deren schwierige Situation Baldus gut kannte, da er auch Mitglied der Armenkommission im Amtsbezirk Marienberg war, zu dem Langenhahn gehörte.
In der Pauperismus-Debatte schlug Baldus eine Verbesserung des Bildungswesens für die armen Bevölkerungsschichten vor, in der Diskussion um die Belastung der dörflichen Bevölkerung plädierte für eine Senkung der zahlreichen Abgaben.
Eines der bedeutendsten Reformvorhaben des Nassauischen Parlamentes war die Ablösung der Zehnten, die allerdings im Oberwesterwald kaum noch Bedeutung hatten. Um die Aufhebung finanzieren zu können, wurde die Landes-Credit-Casse Nassau mit einem Gesetz ins Leben gerufen, das Baldus 1837 „als das wichtigste und folgenreichste“ bezeichnete, „welches seit dem Bestehen der landständischen Verfassung im Herzogtum erschienen ist“.
Baldus gehörte der Deputiertenkammer in ununterbrochener Reihenfolge bis 1848 an. In der Revolution 1848 wurde im Herzogtum Nassau am 1. Mai die Volkskammer gewählt, die aus allgemeinen und freien Wahlen hervorging.

## Märzrevolution 1848
Im März 1848 wurde Johann Georg Baldus wie die anderen Deputierten der noch bestehenden Nassauischen Deputiertenkammer ins Vorparlament des Deutschen Bundes berufen. Diese Versammlung bestand aus 574 Personen. Sie tagte vom 31. März bis zum 3. April 1848 in der Frankfurter Paulskirche und bereitete die Frankfurter Nationalversammlung vor.